# Austria Metall
AMAG (Austria Metall AG) está situada en la población de Ranshofen que se encuentra en Braunau am Inn (Alta Austria). Es la mayor empresa austríaca en el sector industrial del aluminio.

## Historia
El negocio de la fundición de aluminio fue fundado en 1938 en Ranshofen como Mattigwerk, con referencia al río Mattig. Después de la Segunda Guerra Mundial, la factoría fue ocupada por tropas estadounidenses hasta 1946, cuando fue entregada al gobierno austriaco. Fue nacionalizada como Österreichische Metallwerke AG (ÖMAG), y este nombre fue modificado nuevamente a Vereinigte Aluminiumwerke AG (VAW). En 1957, VAW se fusionó el negocio de metales no ferrosos de Krupp AG para formar Vereinigten Metallwerke Ranshofen-Berndorf AG (VMW).
Para expandir la cartera de productos con llantas de aluminio para ruedas, fue fundada en 1983 la filial al 100% Alu-Guß GmbH. Después fue vendida al grupo Borbet. Similarmente, el negocio Berndorf fue segregado y vendido en 1988. El nombre de la compañía fue modificado a Austria Metall AG (AMAG).
AMAG fue privatizada en 1996, en la forma de sistema de gestión por Klaus Hammerer (40%) y un trust de empleados (20%), el restante 40% fue adquirido por Constantia.
En 2007, Hammerer vendió su participación a Constantia Packaging AG. El negocio de extrusiones llevado a cabo por AMAG extrusión GmbH permaneció, sin embargo, en manos de Hammerer, y se convirtió en HAI Hammerer Aluminium Industries GmbH. A finales de 2007, Constantia compró el 10% de las acciones del trust de empleados. La participación alcanzó el 90% en 2009, y el 8 de abril de 2011, Austria Metall fue listada en la bolsa de Viena.

## Datos (2011)
- € 813 millones de volumen de negocio
- 1.344 empleados

## Empresas (2011)
- AMAG Austria Metall AG (holding)
- AMAG casting GmbH
- AMAG metal GmbH
- AMAG rolling GmbH
- AMAG service GmbH
- AMAG AAM GmbH
- 20% de Aluminerie Alouette, Elektrolyse en Quebec, Canadá